# Hrabstwo Webster (Georgia)

Piramida wieku hrabstwa

Hrabstwo Webster (ang. Webster County) – hrabstwo w stanie Georgia w Stanach Zjednoczonych. Według spisu w 2020 roku liczy 2348 mieszkańców, w tym 42% stanowili Afroamerykanie. Jest w dziesiątce najsłabiej zaludnionych hrabstw Georgii. Jego siedzibą administracyjną jest Preston. 
Powstało w 1803 roku. Jego nazwa powstała od nazwiska Daniela Webstera (1782–1852), sekretarza stanu Stanów Zjednoczonych.

## Geografia
Według spisu z 2000 obszar całkowity hrabstwa obejmuje powierzchnię 545 km², z czego 543 km² stanowią lądy, a 2 km² stanowią wody. 

### Sąsiednie hrabstwa
- Hrabstwo Marion – północ
- Hrabstwo Sumter – wschód
- Hrabstwo Terrell – południe
- Hrabstwo Randolph – południowy zachód
- Hrabstwo Stewart – zachód

## Polityka
W wyborach prezydenckich w 2020 roku, 53,8% głosów otrzymał Donald Trump i 46% przypadło dla Joe Bidena. 